# Cantonul Burzet
Cantonul Burzet este un canton din arondismentul Largentière, departamentul Ardèche, regiunea Rhône-Alpes, Franța.

## Comune
- Burzet (reședință)
- Péreyres
- Sagnes-et-Goudoulet
- Sainte-Eulalie
- Saint-Pierre-de-Colombier